# كلايد وليامز (مدرب كرة سلة)
كلايد وليامز (بالإنجليزية: Clyde Williams)‏ هو مدرب كرة سلة أمريكي، ولد في 24 مارس 1879 في شيلبي في الولايات المتحدة، وتوفي في 20 مارس 1938.

## وصلات خارجية
- كلايد وليامز على موقعبيزبول رفرنس.كوم (الدوري الثانوي) (الإنجليزية)
- كلايد وليامز على موقع قاعة آيوا للمشاهير الرياضية (الإنجليزية)